# 坂上忠克
坂上 忠克（さかがみ ただかつ、1973年11月28日 - ）は、競輪選手。石川県内灘町出身。日本競輪選手会富山支部所属（登録地は石川県）、ホームバンクは石川県立自転車競技場。日本競輪学校（当時。以下、競輪学校）第71期生。師匠は石田真二（競輪学校42期生）。
実弟も競輪選手の坂上樹大（80期）。

## 来歴
石川県立内灘高等学校時代、1990年の第45回国民体育大会（福岡・とびうめ国体）、また1991年の全国高等学校総合体育大会自転車競技大会（インターハイ、静岡競輪場）及び第46回国民体育大会（石川国体）の4000m速度競走で優勝。その後競輪学校に入校。在校競走成績は35位（8勝）。
1993年4月10日、前橋競輪場でデビューし2着。初勝利は同年12月11日の富山競輪場。
2002年、全日本選手権・団体追抜において、弟の樹大及び、武史、大暁の北野兄弟との4人で挑み優勝。